# Азизов, Бободжон
Бободжон Ази́зов (тадж. Бобоҷон Азиз; 26 июня 1950, Куляб, Кулябский район, Таджикская ССР — 21 января 2021, Куляб, Хатлонская область, Таджикистан) — таджикский советский певец и актёр театра, Народный артист Таджикистана (1996).

## Биография
Бободжон Азиз родился 26 июня 1950 года в городе Куляб. Он вышел на сцену в 15 лет, выступив профессиональным певцом в начале 1970-х года Окончил факультет таджикского языка и литературы Кулябского государственного педагогического института (1971). На военной службе (1972—1974). Сотрудник Дома культуры Куляба (1974—1976), певец Кулябского государственного театра музыкальной комедии имени С. Вализода (1976—1989).
С 1989 года руководил ансамблем «Навои Хатлон» («Мелодии Хатлона»).

## Пение
У него был особый стиль в написании песен и мелодий. Песни «Дилхо нишонда карда» (газаль Мушфики), «Дар дидаи ман монд» (газаль Лахути), «Ёди Ватан» (газаль Махфи), «Харфи дигар мазан» (стих. Х. Гоиб), «Нолай Кова» (стих. Лоика, муз. А. Баротов), «Хори макун» (стих. С. Аюби), «Модар» (стих. Ф. Ансари, муз. А. Баротов), «Ту ширинлаб» (газаль Джоми, муз. Ф. Одинаев) и другие в исполнении Бободжона Азизова очень трогательны.

## Театр
Бободжон Азиз также обладал хорошими актерскими способностями в театре, в нескольких спектаклях исполнил главные роли Мухаммадали Ашкара («Карим Девона» Турахона Ахмадхонова), Фархода («Хусрав и Ширин» Мирзо Турсунзода и Абдусалом Дехоти) и других.

## Награды
Победитель Республиканского конкурса молодых певцов (1979), участник Всесоюзного фестиваля народных театров в Москве (1969), Всемирного фестиваля народных театров в Кишиневе (1970) и Всемирной выставки в Лейпциге (ГДР, 1983). .
Награжден орденом Дружбы (1998 г.) и грамотой Президиума Верховного Совета Таджикской ССР.

## Болезнь и смерть
В последние годы жизни Бободжон Азиз перенес инсульт, был прикован к постели и из-за боли не мог легко вспомнить стихи своих песен .
Бободжон Азиз скончался 21 января 2021 года в возрасте 70 лет в своем родном городе Куляб из-за болезни.

## Примечание
1. ↑  Манижа Раҷабова. Бобоҷон Азизов –ҳунарманди маъруф низ тарки олам кард. kmt.tj. Китобхонаи миллии Тоҷикистон (21 января 2021). Дата обращения: 21 января 2021. Архивировано из оригинала 29 января 2021 года.
2. 1 2  Овозхон Бобоҷон Азиз дар ҳолати кома афтодааст. ВИДЕО (тадж.). Радиои Озодӣ. Дата обращения: 21 января 2021. Архивировано 28 января 2021 года.
3. ↑  Sputnik Таджикистан. В Таджикистане умер Бободжон Азизов. Sputnik Таджикистан (21 января 2021). Дата обращения: 7 апреля 2021. Архивировано 11 апреля 2021 года.